# Digne-les-Bains
Digne-les-Bains – miejscowość i gmina we Francji, w regionie Prowansja-Alpy-Lazurowe Wybrzeże, w departamencie Alpy Górnej Prowansji.

## Demografia
Według danych na rok 1990 gminę zamieszkiwało 16 087 osób, a gęstość zaludnienia wynosiła 137 osób/km². W styczniu 2015 r. Digne-les-Bains zamieszkiwało 17 735 osób, przy gęstości zaludnienia wynoszącej 151 osób/km².

## Odniesienia w kulturze
W Digne-les-Bains rozpoczyna się akcja powieści Nędznicy autorstwa Wiktora Hugo.

## Miasta partnerskie
- Bad Mergentheim, Niemcy
- Borgomanero, Włochy